# Museu Alcoià de la Festa
El Museu Alcoià de la Festa (MAF) d'Alcoi (l'Alcoià), País Valencià és un museu dedicat íntegrament a les festes de Moros i Cristians d'Alcoi, on el visitant pot experimentar tots els detalls, aspectes i sentiments que envolten a la festa.

## Edifici
L'edifici que alberga el MAF, conegut popularment com a Casal de Sant Jordi, té el seu origen al segle xvii i va ser propietat de les famílies nobles alcoianes Jordà i Merita, fins a la seua adquisició en 1954 per l'Associació de Sant Jordi, que el va rehabilitar per albergar la seua seu. L'edifici està compost per semisoterrani i tres plantes superiors.

## Museu
L'origen del museu es troba en el fet que, anualment, tots els capitans i alferessos de les filades mores i cristianes donaven els seus vestits a l'Associació de Sant Jordi, entitat organitzadora de la festa de moros i cristians a Alcoi. Aquest antic museu, amb una àmplia col·lecció de vestits i dissenys juntament amb molts altres objectes era visitable a la pròpia seu de l'associació.
Serà l'any 2004 quan l'associació decideix crear el nou museu que va ser inaugurat en 2006.
El museu presenta els següents continguts, distribuïts per plantes:
- Vestíbul:

El vestíbul acull una sala d'exposicions temporals relacionades amb la festa, a més de la recepció i la botiga. Disposa d'una sala on es projecta un audiovisual sobre l'origen de la festa, la devoció a Sant Jordi i el seu patronatge.
- Primera planta:

Està dedicada a una col·lecció de cartells de la festa, en la qual es pot contemplar el primer exemplar conservat, de 1876. En aquesta planta es troba també la sala de l'Associació de Sant Jordi, entitat que remunta el seu origen al segle xviii i que vetla per la continuïtat i organització de les festes.
En aquesta planta hi ha un espai dedicat a Sant Jordi, patró d'Alcoi, on s'aproxima al visitant a la seua iconografia tradicional i a la seua particular representació alcoiana. En aquesta sala s'exhibeix un audiovisual que descobreix la seua llegenda i la devoció que se li professa en tot el món cristià.
- Segona planta:

Acull diverses estades que recullen els diferents aspectes de la festa i els seus protagonistes. La sala "Una música per a la festa" està dedicada a la música, fonamental a la festa, on es presenta a compositors, intèrprets i partitures del gran repertori que conforma aquest gènere creat expressament per als Moros i Cristians.
Una altra sala està dedicada al testimoniatge de la festa, amb dades històriques sobre l'origen de la celebració, així com els testimoniatges i opinions d'historiadors, sociòlegs, antropòlegs, festers i alcoians en general.
Al fons d'aquesta planta, es troba la sala dedicada als càrrecs festers, on es troba una àmplia selecció de vestits i dissenys que anualment es renoven en coincidència amb la rotació entre les pròpies filades.
Una altra estança acosta el visitant al treball anual, previ a les celebracions, on es pot apreciar la labor de tots els professionals que contribueixen a la realització de la festa, a més d'una xicoteta mostra de gastronomia típicament festera i alcoiana.
La sala central d'aquesta planta està dedicada a les protagonistes de la festa, les vint-i-huit filades que conformen la festa, on el visitant pot conéixer les seues indumentàries i la seua història.
- Tercera planta:

En aquesta planta el visitant pot realitzar Un Passeig per la Història, on es pot observar l'evolució de les indumentàries de Sant Jordiet, Capitans i Alferessos al llarg del temps. Aquesta sala es troba en una part de l'antic museu, germen de l'actual museu.
Les sales centrals estan dedicades a la Trilogia: Sensacions i Emocions i mostren les festes de l'any anterior per mitjà de diferents audiovisuals.
Una avantsala representa el Dia dels Músics, on s'interpreta l'Himne de la Festa en una Plaça d'Espanya abarrotada. A la sala contigua es projecten imatges de la Trilogia Festera, del Dia de les Entrades, el Dia de Sant Jordi i el Dia de l'Alardo.